# Blue Cheer
Blue Cheer — американський рок-гурт, що утворився в 1966 році в Сан-Франциско і названий «на честь» різновиду ЛСД (своєю чергою, ця вулична назва наркотику була запозичена у марки прального порошку «Блакитний привіт» компанії Procter & Gamble). Blue Cheer стали однією з провідних груп каліфорнійської психоделічної сцени, але відрізнялися від інших представників свого напрямку важчим звучанням і радикальними експериментами зі звуком, внаслідок чого були згодом зараховані до числа піонерів есід-року, хеві-метал, Стоунер-року і гранджу.

## Дискографія
- Vincebus Eruptum (1968)
- Outsideinside (1968)
- New! Improved! Blue Cheer (1969)
- Blue Cheer (1969)
- The Original Human Being (1970)
- Oh! Pleasant Hope (1971)
- The Beast Is…Back (1984)
- Blitzkrieg Over Nüremberg (1989)
- Highlights & Low Lives (1990)
- Dining With the Sharks (1991)
- Live in Japan (2003)
- Bootleg: Live — Hamburg — London (2005)
- What Doesn't Kill You… (серпень 2007)